# Salona panorpaepennis
Salona panorpaepennis är en insektsart som först beskrevs av Gutrin-mtneville 1838.  Salona panorpaepennis ingår i släktet Salona och familjen Nogodinidae. Inga underarter finns listade i Catalogue of Life.